# Tuinbouw in Gent
De tuinbouw in Gent kende haar hoogdagen in de negentiende eeuw. Dankzij de botanische tuin, lokale tuinders en liberale ondernemers kon de horticultuur zich ontwikkelen in zowel de stad als de randgemeenten. Vandaag leeft deze traditie voort via de Gentse Floraliën.

## Geschiedenis
Reeds in de middeleeuwen nam tuinbouw de vorm aan van kruidtuinen of beschutte tuinen met bloemen, groenten en fruit. Het kweken van sierplanten bleef tot in de vroegmoderne tijd vooral weggelegd voor de geestelijkheid, universiteiten en de rijke adel. De bloei van de Gentse tuinbouw situeert zich in het begin van de negentiende eeuw. 

### De negentiende eeuw
Gent was tijdens de negentiende eeuw een handels- en industriestad. Ondernemers en fabrieksbazen bouwden grote burgerhuizen met bijhorende tuinen die een oase van rust vormden in de drukke stad en de vraag naar sierplanten deden stijgen. Zulke tuinen werden onderhouden door hoveniers, die zelf planten kweekten en verruilden met andere liefhebbers. Op die manier ontstonden sierteeltverenigingen waarin zij hun kennis konden delen en contacten wisten te leggen met internationale plantenkwekers. Parallel met het verenigingsleven organiseerde de Koninklijke Maatschappij voor Landbouw en Plantkunde de eerste kleinschalige bloemententoonstellingen. Een dergelijk initiatief kwam overgewaaid uit Groot-Brittannië en zou hier uiteindelijk uitmonden in de hedendaagse Floraliën. 

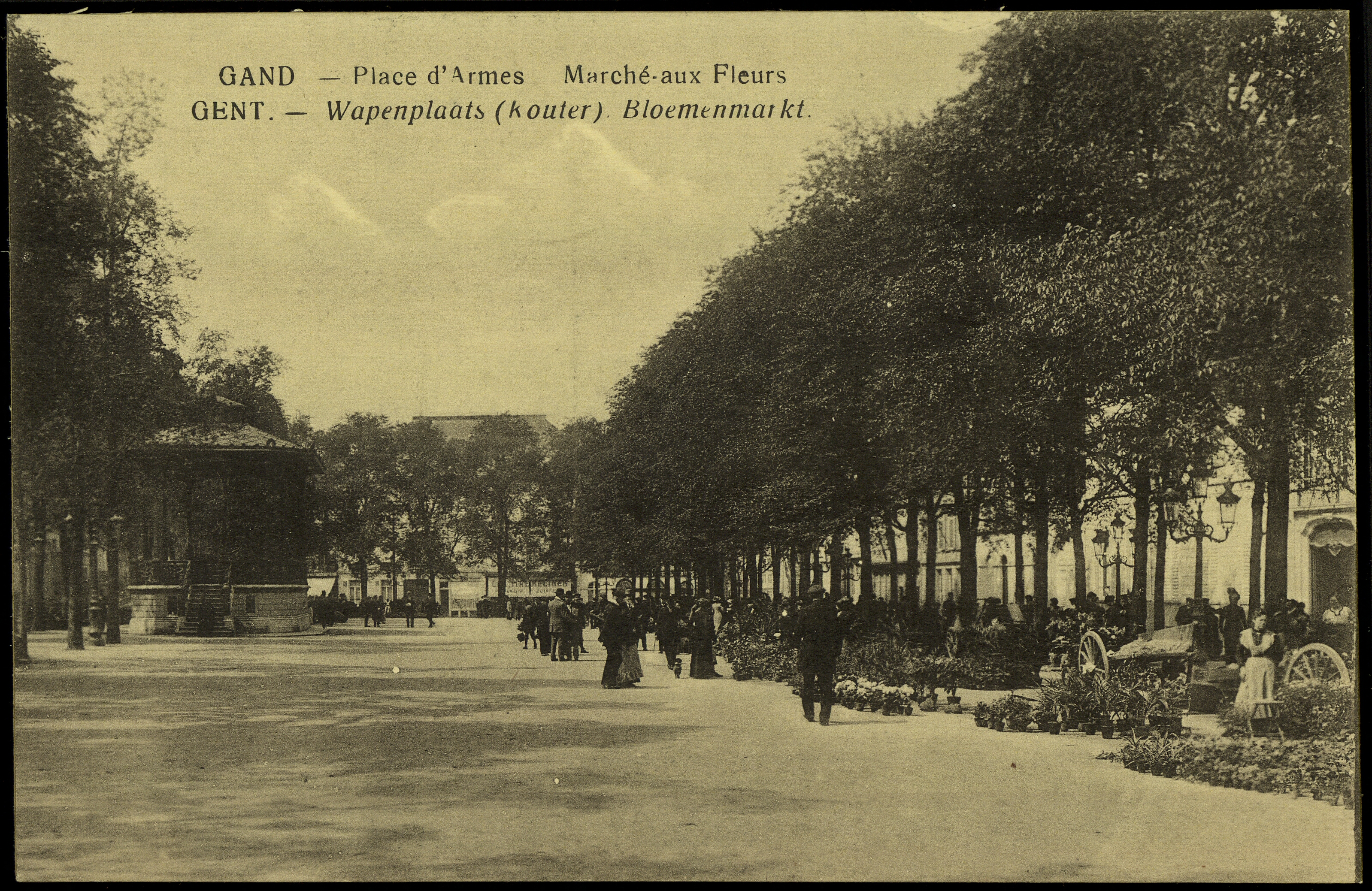
Bloemenmarkt op de Gentse Kouter

#### Kouter
Vanaf de achttiende eeuw werden bloemen en planten verkocht op de Gentse Kouter. Het verhaal gaat dat Toontje Verstuyft in 1772 met madeliefjes naar de Kouter trok om die daar te verkopen. Dit werd zo’n succes dat de Kouter sindsdien bekendstaat als de bloemenmarkt, waar ook vandaag nog steeds bloemen worden kocht. Tijdens de Gentse Feesten wordt trouwens nog steeds de ‘Toontje Verstuyft’-prijs uitgereikt.

#### Plantentuin
In de Franse periode werd beslist dat elk departement moest beschikken over een centrale school. Deze scholen hadden niet alleen leslokalen, slaapvertrekken en een bibliotheek nodig, maar ook een plantentuin. De nadruk binnen het onderwijs verschoof namelijk van lessen in Latijn en godsdienst naar natuurwetenschappen. De centrale school en plantentuin werden in 1798 op de gronden van de voormalige Baudeloabdij opgericht. 

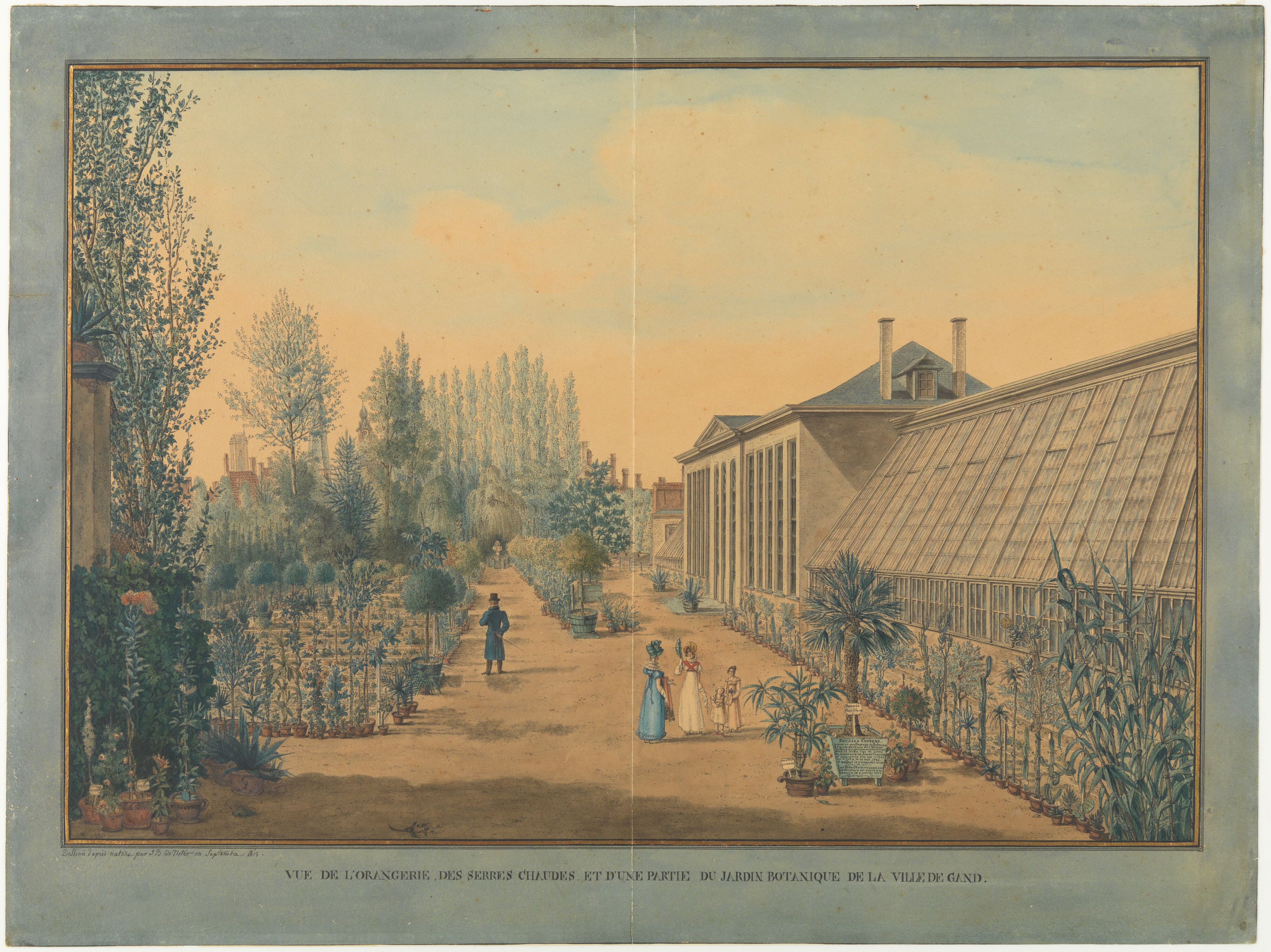
Prent van de Gentse plantentuin aan de Baudelo abdij

Omstreeks 1804 werd de centrale school opgedoekt. Het Gentse stadsbestuur was gehecht geraakt aan de tuin en besloot deze over te nemen. Ondanks dat de plantentuin niet langer verbonden was aan een onderwijsinstelling, bleven de gratis lessen plantkunde bestaan. Daarnaast werd de plantentuin ook open gesteld voor wandelaars. De aanhechting van deze gebieden tot het Verenigd Koninkrijk der Nederlanden in 1815 bracht veranderingen met zich mee. Koning Willem I opende een rijksuniversiteit in Gent. Deze nieuwe universiteit had een wetenschappelijke plantentuin nodig. Daarvoor was de huidige plantentuin geschikt, maar die was nog steeds in het bezit van de stad. In overleg met de nieuwe universiteit werd het beheer van de plantentuin herzien. De stad ging ermee akkoord dat de universiteit het vruchtgebruik kreeg terwijl de plantentuin eigendom bleef van de stad.  
Door de groeiende textielindustrie, de overgang naar een onafhankelijk België en disputen over onderhoudskosten tussen de universiteit en de stad, raakte de plantentuin in verval. Exotische gewassen werden gestolen, serres dreigden in te storten en de uitlaatgassen van de textielfabrieken vergiftigden de resterende planten. Er was nood aan een nieuwe locatie voor de plantentuin. Om te bepalen waar de nieuwe plantentuin zou komen, werd een commissie opgericht. Die overwoog twee locaties: het kasteeldomein Wolters in Heirnis en de site van de Hollandse citadel. De commissie verkoos het kasteeldomein in Heirnis aangezien de parkbeplanting een goede basis vormde voor het aanleggen van een botanische tuin. Tegen deze beslissing kwam veel protest. Gentenaars vonden de locatie te ver gelegen van de stad en de pers wierp de belangenvermenging van mr. Wolters op. Hij was immers de beheerder-inspecteur van de Gentse universiteit. In 1897 viel dan toch de keuze op een stuk grond aan de rand van het nieuwe Citadelpark. De nieuwe plantentuin, volledig in handen van de universiteit, opende zijn deuren in 1903, maar was niet langer toegankelijk voor iedereen. Vandaag maakt de Plantentuin nog steeds deel uit van de universiteit, maar door vrijwilligerswerk en verschillende publieksactiviteiten is de tuin weer opengesteld voor het bredere publiek. 

#### Rijkstuinbouwschool
Door de bloei van de sierteeltsector steeg de vraag naar geschoolde arbeiders en was er nood aan gespecialiseerd onderwijs.  Dit vormde de aanzet om de Rijkstuinbouwschool op te richten. Geïnitieerd door Louis Van Houtte was die de eerste tuinbouwschool in Europa. In 1871 werd de school verbonden aan de Gentse Plantentuin en verhuisde hij naar de Baudelosite met Jean-Jacques Kickx als directeur. Na diens overlijden in 1889 verhuisde de school andermaal, dit keer naar de Hofbouwlaan. Zij kreeg onderdak in een vleugel van de Normaalschool. Uiteindelijk sloot de school haar deuren in 1923 na de tegenslagen van de Eerste Wereldoorlog en na de terugval van leerlingen ten gevolge van de vernederlandsing van de school. In 1931 heropende ze om in 1937 te verhuizen naar Melle. Uiteindelijk werd de school in 1995 opgesplitst in ‘Hogeschool Gent’ en ‘KTA Tuinbouwschool Melle’. In 2022 onderging de school een naamsverandering naar 'Tectura Tuinbouwschool Melle'.

### Wereldoorlogen
De Eerste Wereldoorlog zorgde voor problemen in de sierteeltsector. Vooral de kolenschaarste bleek nefast voor de kleine tuinbouwers. Door een gebrek aan reserves hadden ze geen middelen meer om hun serres te verwarmen. Het gebrek aan exportmogelijkheden was dan weer problematisch voor grotere tuinbouwbedrijven. Als gevolg werden serres verlaten of ingezet voor de groententeelt. Tijdens het interbellum kwam de sierteelt moeizaam terug op gang. Door hoge douanetaksen en invoerbeperkingen in het buitenland werd de groei afgeremd. Bovendien hadden de bloemisterijen te kampen met de economische crisis van de jaren 30. Deze verkleinde de afzetmarkt voor bloemen aanzienlijk. Desondanks werd de bloemenmarkt door de Duitse bezetters in stand gehouden. Zo leek het alsof er niets veranderd was tijdens de bezetting. De Gentenaars konden zich echter geen luxeproducten zoals bloemen veroorloven, maar aangezien de Kouter het centrum vormde van de Duitse officieren kochten zij er bloemen voor hun liefjes. Tijdens de Tweede Wereldoorlog herhaalde zich hetzelfde verhaal. De schade was toen echter groter. Door bombardementen werden vele serres en tuinbouwbedrijven in Merelbeke en Gentbrugge vernield.

### Economische crisis (jaren 70)
Na de twee wereldoorlogen kon de sierteeltsector opnieuw groeien met een hoogtepunt in de jaren 60. De stagnatie van de sector zette zich in met de eerste oliecrisis in de jaren 70. Ze resulteerde in hoge energieprijzen waardoor de glastuinbouw minder rendabel werd. Daarbij moest ze rekening houden met de toenemende concurrentie uit Nederland, Zuid-Amerika en Afrika. De steeds stijgende prijzen van productiemiddelen, het streven naar hogere productiviteit en de nood aan innovatie zorgden ervoor dat kleine bedrijven niet meer konden concurreren in de sector. Zo sloten talloze kleine tuinbouwbedrijven hun deuren in de laatste 50 jaar ten voordele van grotere bedrijven. 

## Gentse Floraliën

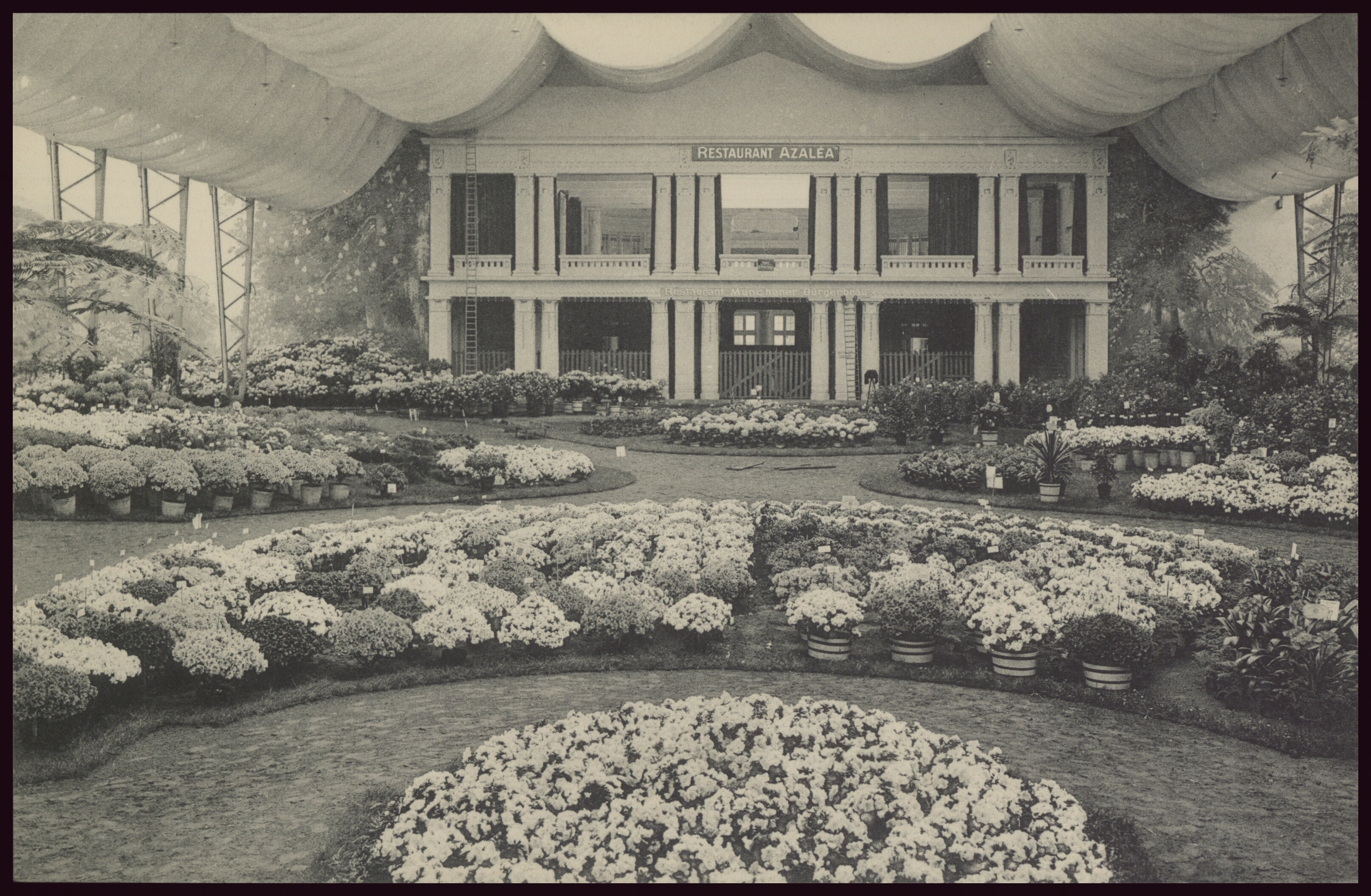
De Gentse Floraliën in 1913

De Gentse Floraliën vinden hun oorsprong in de Papegaaiwijk te Gent. Daar bevond zich aan de Coupure de herberg Frascati, een ontmoetingsplaats voor tuinders. In 1808 werd in de herberg de ‘Gentse Maatschappij van Hofbouw- en Kruidkunde’ opgericht. Ze kregen in 1809 het idee, naar het Engelse voorbeeld, om een bloemententoonstelling te organiseren in de herberg. Zowel de tentoonstellingen als de Maatschappij groeiden in populariteit waardoor de herberg te klein werd om alle bloemen te kunnen tentoonstellen. In 1813 verhuisden ze naar een ruimere zaal in de Holstraat. De zaal kreeg de naam 'Hof van Flora'. Enkele jaren later bleek ook deze zaal te klein. In de jaren na 1828 vonden de tentoonstellingen daardoor plaats op verschillende locaties in de stad zoals het stadhuis en de aula van de universiteit. In 1835 tot 1836 liet de Maatschappij een eigen gebouw optrekken, het Casino. Daarin werden de bloemententoonstellingen georganiseerd, bevond zich een bibliotheek en gingen concerten door. Vanaf dan was er sprake van de vijfjaarlijkse Gentse Floraliën. Na de Eerste Wereldoorlog, toen het Casino werd gebruikt als krijgshospitaal, raakte het in verval. In slechte staat werd het gebouw aan de staat verkocht in 1934 met het plan er een veeartsenijschool op te richten. In 1945 ging het Casino volledig tegen de vlakte.   Ter gelegenheid van de Wereldtentoonstelling in 1913 werd een groot Floraliënpaleis gebouwd in het Citadelpark. Tot 1985 werden hier vierjaarlijks de Floraliën gehouden. Daarna verhuisde de tentoonstelling naar Flanders Expo. In 2016 vonden de Floraliën plaats op verschillende locaties in de stad. Voor de nieuwste editie van 2020 keren de Floraliën terug naar het Floraliënpaleis.